# Cosmoconus kozlovi
Cosmoconus kozlovi là một loài tò vò trong họ Ichneumonidae.